# レギュラーの三度目の正直!?
レギュラーの三度目の正直!?（レギュラーのさんどめのしょうじき）は、朝日放送ラジオ（ABCラジオ）で2005年10月から2008年9月まで毎週水曜日の24:30 - 25:00に放送されていたラジオ番組である。

## 概要
漫才コンビ・レギュラーと朝日放送アナウンサー加藤明子がパーソナリティーを務めるバラエティー番組。
番組タイトルは、初回放送時点ではまだ決まっておらず「新番組」として放送。番組中にリスナーから番組名を募り、ハガキ職人の「FUJIJIN」さんの送った「三度目の正直!?」に決定した。
この「三度目の正直!?」とは、この番組が開始する以前に2回単発で特番（パイロット版）を放送し、三度目にようやくコンビ名の通りレギュラー番組を獲得したことにより命名された。

## 放送時間
- 放送開始から2006年9月までは、土曜日27時00分（日曜日3時00分）から。
- 2008年3月までは、水曜日25時30分（木曜日1時30分）から。
- 放送終了までは、水曜日24時30分（木曜日0時30分）から。

## 出演
- レギュラー
- 加藤明子（ABCアナウンサー）

## 番組内容
- むりからグランプリ（リスナーからの「いらないと思うもの」を紹介し、むりからレギュラーの2人がディベートを行い、加藤明子が審査。勝者のリスナーには商品券5000円分をプレゼントする）
- 真夜中のホームルーム（毎週3人が交代で日直を務め、リスナーに熱いメッセージを送る）